# Montù
Montù ist eine autochthone Weißweinsorte aus Norditalien. Empfohlen ist ihr Anbau in der Metropolitanstadt Bologna und den Provinzen Forlì-Cesena, Modena und Ravenna (alle in der Region Emilia-Romagna). Zugelassen ist sie zudem in der Provinz Ferrara. In den 1990er Jahren wurde eine bestockte Rebfläche von 1.225 Hektar erhoben. Drei Viertel der geernteten Menge stammen dabei aus der Provinz Bologna. Gemäß dem Önologen Domizio Cavazza, der sich insbesondere um den Barbaresco verdient machte, könnte der Name der Rebsorte eine Verballhornung des Begriffs molta uva bzw. molt'u (also viele Trauben) sein.
Die spätreifende und wuchskräftige Sorte ergibt gute Erträge und ist sehr resistent gegen den Echten und Falschen Mehltau. Die Weißweine sind von goldgelber Farbe, körperreich und verfügen über einen hohen Alkoholgehalt. Sie finden Eingang in die Denominazione di origine controllata (kurz DOC) Weine Reno.

## Synonyme
Die Rebsorte Montù ist auch unter den Namen Bianchetto, Bianchino, Montoncello, Montuni und Montuno bekannt.

## Ampelographische Sortenmerkmale
In der Ampelographie wird der Habitus folgendermaßen beschrieben:
- Die Triebspitze ist offen. Sie ist wollig behaart und mit einem karminroten Anflug versehen. Die Jungblätter sind leicht wollig behaart und bronzefarben gefleckt (Anthocyanflecken).
- Die mittelgroßen Blätter sind fünflappig und mäßig tief gebuchtet (siehe auch den Artikel Blattform). Die Stielbucht ist U- förmig offen. Das Blatt ist spitz gesägt. Die Zähne sind im Vergleich zu anderen Rebsorten mittelweit gesetzt.
- Die walzenförmige Traube ist mittelgroß bis groß, geflügelt und mäßig dichtbeerig. Die rundlichen Beeren sind mittelgroß und von weißlich-gelber Farbe. Die Schale der Beere ist dick.

Die Sorte reift ca. 40 Tage nach dem Gutedel und gilt somit als sehr spätreifend. Montù ist eine Varietät der Edlen Weinrebe (Vitis vinifera).